# Petar Muslim
Petar Muslim (Spalato, 26 marzo 1988) è un ex pallanuotista croato di ruolo attaccante, vincitore di un oro olimpico, un campionato europeo, una World League ed un argento mondiale con la calottina della propria nazionale.

## Palmarès

### Club
- Campionato croato: 3

Mladost: 2007-08
Primorje: 2013-14, 2014-15
- Kup Hrvatske: 6

Mladost: 2009-10, 2010-11
Primorje: 2011-12, 2012-13, 2013-14, 2014-15
- Lega Adriatica: 3

Primorje: 2012-13, 2013-14, 2014-15
- Campionato tedesco: 3

Waspo Hannover: 2020, 2021, 2022
- Coppa di Germania: 2

Waspo Hannover: 2021, 2022

### Nazionale
- Olimpiadi

Londra 2012: 
- Mondiali

Kazan' 2015: 
Roma 2009: 
Shanghai 2011: 
Barcellona 2013: 
- Europei

Zagabria 2010: 
- Coppa del Mondo

Oradea 2010: 
Almaty 2014: 
- World League

Podgorica 2009: 
Almaty 2012: 
Bergamo 2015: 
- Giochi del Mediterraneo

Mersin 2013: